# Top Gear vs The Germans Challenge
De Top Gear vs The Germans Challenge is een uitdaging waarin het Britse autoprogramma Top Gear het Duitse autoprogramma DMotor uitdaagt voor enkele races op het circuit van Zolder. De uitdaging werd in seizoen 11 aflevering 6 uitgezonden.
Top Gear wordt vertegenwoordigd door: Jeremy Clarkson (Aston Martin DBS), Richard Hammond (Aston Martin DB9) en James May (Aston Martin DB5). DMotor wordt vertegenwoordigd door Carsten van Ryssen (Volkswagen Golf), Tim Schrick (Volkswagen Phaeton) en Sabine Schmitz (BMW 5).
Uiteindelijk claimt Top Gear de overwinning door James May in de laatste proef op het circuit te vervangen door The Stig.

## Races

### Double decker race
Elk team krijgt 2 auto's toegewezen met elk nog een auto op het dak. De acceleratie en vertraging wordt gedaan door de onderste auto, het stuur is verlengd naar de bovenste auto. May & Hammond vormen een team en Jeremy & Kiff (een eenarmig lid van de filmcrew) tegen Sabine & Carston en Tim & de cameraman van DMotor.
Hammond en May komen vast te zitten in de grindbak en de besturing van Tim Schrick gaat kapot. Het team van Sabine finisht net voor het team van Clarkson.

### Drag race
Elke presentator krijgt een auto toegewezen voor een drag race van een quarter mile (400 m).
Jeremy: Corvette C6 met Callaway-motor 

James: G-wiz

Hammond: Ariel Atom Supercharged (300 pk) 

Tim: Lamborghini Murciélago LP640

Sabine: Porsche 9ff

Carston: Mitsubishi Lancer Evolution X (360 pk)

De Atom finisht voor de Lamborghini en de Corvette.

### Hatchback test
Clarkson neemt het op tegen Sabine. Elk moet een auto die zijn/haar land typeert kiezen. Ze kiezen beide voor de Mini Cooper S, en er ontstaat een twist of deze auto Brits dan wel Duits is.
Er moet een parcours afgelegd worden waarbij de hindernissen bestaan uit Ming-vazen. Op het einde moet een goal gescoord worden door een J-turn te doen met de auto tegen een bal en deze in het doel te mikken.
Clarkson vernietigt bijna alles op z'n weg en Sabine wint dan ook de race.
In het tweede deel moeten ze beide met hun Mini Cooper S een rond rond het circuit doen en zo snel mogelijk met hun handdoek op een strandstoel gaan liggen aan de finish. Sabine wint weer.

## Scorebord
|          | Double decker race | Drag race | Hatchback test |
| -------- | ------------------ | --------- | -------------- |
| Top Gear | 5                  | 11        | 8              |
| DMotor   | 10                 | 10        | 13             |

Na deze eerste drie uitdagingen (met Top Gear 9 punten achter) wordt er niets meer over de puntentelling vermeld, buiten het feit dat Hammond de achterstand tot -4 kan brengen en The Stig deze afstand blijkbaar kan overbruggen op het eind.
British Leyland did make some good cars after all challenge · Can Grannies do donuts? · Italian mid-engined supercars for less than a second-hand Mondeo challenge · Make a police car for a lot less money than the real police spend on their cars challenge · Top Gear vs The Germans · Where is the best driving road in the world? · White van man challenge · Winter Olympics · Winter Olympics Suzuki Swift Car Icehockey Cha · Winter Olympics Ski Slash Car Jumping Champio